# Liste des monuments historiques du Châtillonnais
Pour les articles homonymes, voir Liste des monuments historiques de la Côte-d'Or.
Cet article recense les monuments historiques du Châtillonnais (Côte-d'Or, France) hormis ceux de Châtillon-sur-Seine proprement dit qui font l'objet d'un listage spécifique.
- Haut – A
- B
- C
- D
- E
- F
- G
- H
- I
- J
- K
- L
- M
- N
- O
- P
- Q
- R
- S
- T
- U
- V
- W
- X
- Y
- Z

## Liste
| Monument                                                | Commune                                                                                          | Adresse                                                     | Coordonnées                                                 | Notice                                                      | Protection                                                  | Date                                                        | Illustration                                                |
| ------------------------------------------------------- | ------------------------------------------------------------------------------------------------ | ----------------------------------------------------------- | ----------------------------------------------------------- | ----------------------------------------------------------- | ----------------------------------------------------------- | ----------------------------------------------------------- | ----------------------------------------------------------- |
| Église Saint-Pierre-Saint-Paul                          | Aignay-le-Duc                                                                                    |                                                             | 47° 39′ 55″ nord, 4° 43′ 58″ est                            | « PA00112051 »                                              | Classé                                                      | 1862                                                        | Église Saint-Pierre-Saint-Paul                              |
| Château de Tavannes                                     | Aisey-sur-Seine                                                                                  |                                                             | 47° 45′ 01″ nord, 4° 34′ 56″ est                            | « PA00112052 »                                              | Inscrit                                                     | 1988                                                        | Château de Tavannes                                         |
| Forges                                                  | Ampilly-le-Sec                                                                                   |                                                             | 47° 48′ 49″ nord, 4° 32′ 25″ est                            | « PA00112057 »                                              | Inscrit                                                     | 1986                                                        | Forges                                                      |
| Église Saint-Valentin-de-Rome                           | Autricourt                                                                                       |                                                             | 47° 59′ 52″ nord, 4° 37′ 14″ est                            | « PA00112075 »                                              | Classé                                                      | 1914                                                        | Église Saint-Valentin-de-Rome                               |
| Croix                                                   | Baigneux-les-Juifs                                                                               |                                                             | 47° 36′ 01″ nord, 4° 38′ 59″ est                            | « PA00112093 »                                              | Classé                                                      | 1927                                                        | Croix                                                       |
| Église Sainte-Madeleine                                 | Baigneux-les-Juifs                                                                               |                                                             | 47° 36′ 03″ nord, 4° 39′ 03″ est                            | « PA00112094 »                                              | Inscrit                                                     | 1947                                                        | Église Sainte-Madeleine                                     |
| Château de Belan-sur-Ource                              | Belan-sur-Ource                                                                                  |                                                             | 47° 56′ 28″ nord, 4° 39′ 15″ est                            | « PA00112758 »                                              | Inscrit                                                     | 1991                                                        | Château de Belan-sur-Ource                                  |
| Église de l'Assomption                                  | Belan-sur-Ource                                                                                  |                                                             | 47° 56′ 36″ nord, 4° 39′ 08″ est                            | « PA00112132 »                                              | Inscrit                                                     | 1927                                                        | Église de l'Assomption                                      |
| Croix de cimetière                                      | Bellenod-sur-Seine                                                                               |                                                             | 47° 41′ 53″ nord, 4° 38′ 39″ est                            | « PA00112134 »                                              | Classé                                                      | 1924                                                        | Croix de cimetière                                          |
| Chapelle Sainte-Madeleine                               | Bissey-la-Côte                                                                                   |                                                             | 47° 53′ 33″ nord, 4° 41′ 03″ est                            | « PA00112142 »                                              | Inscrit                                                     | 1976                                                        | Chapelle Sainte-Madeleine                                   |
| Château de Rocheprise                                   | Brémur-et-Vaurois                                                                                |                                                             | 47° 43′ 59″ nord, 4° 36′ 12″ est                            | « PA00112159 »                                              | Inscrit                                                     | 1975                                                        | Château de Rocheprise                                       |
| Église Saint-Hippolyte                                  | Brion-sur-Ource                                                                                  |                                                             | 47° 54′ 58″ nord, 4° 39′ 40″ est                            | « PA00112161 »                                              | Inscrit                                                     | 1988                                                        | Église Saint-Hippolyte                                      |
| Bornes de la forêt de Châtillon                         | Buncey (également sur Maisey-le-Duc, Nod-sur-Seine, Saint-Germain-le-Rocheux et Villiers-le-Duc) | Parcelles L2, L22 et L37                                    | à géolocaliser                                              | « PA21000063 »                                              | Inscrit                                                     | 27 novembre 2012                                            | Image manquante Téléverser                                  |
| Chapelle Saint-Renobert                                 | Bure-les-Templiers                                                                               | Romprey                                                     | 47° 42′ 38″ nord, 4° 54′ 14″ est                            | « PA21000002 »                                              | Inscrit                                                     | 1996                                                        | Chapelle Saint-Renobert                                     |
| Église Saint-Julien                                     | Bure-les-Templiers                                                                               |                                                             | 47° 44′ 18″ nord, 4° 53′ 38″ est                            | « PA00112165 »                                              | Inscrit                                                     | 1927                                                        | Église Saint-Julien                                         |
| Menhir du Cheval gris                                   | Chambain                                                                                         |                                                             | 47° 48′ 40″ nord, 4° 54′ 04″ est                            | « PA00112174 »                                              | Classé                                                      | 1923                                                        | Menhir du Cheval gris                                       |
| Croix                                                   | Charrey-sur-Seine                                                                                | Rue de la Croix Percée                                      | 47° 56′ 35″ nord, 4° 30′ 53″ est                            | « PA00112182 »                                              | Inscrit                                                     | 1925                                                        | Croix                                                       |
|                                                         | Châtillon-sur-Seine                                                                              | Voir liste des monuments historiques de Châtillon-sur-Seine | Voir liste des monuments historiques de Châtillon-sur-Seine | Voir liste des monuments historiques de Châtillon-sur-Seine | Voir liste des monuments historiques de Châtillon-sur-Seine | Voir liste des monuments historiques de Châtillon-sur-Seine | Voir liste des monuments historiques de Châtillon-sur-Seine |
| Huilerie de Chaume-lès-Baigneux                         | Chaume-lès-Baigneux                                                                              |                                                             | 47° 38′ 10″ nord, 4° 34′ 38″ est                            | « PA00112210 »                                              | Inscrit                                                     | 1986                                                        | Huilerie de Chaume-lès-Baigneux                             |
| Église Saint-Germain-d'Auxerre                          | Coulmier-le-Sec                                                                                  |                                                             | 47° 45′ 03″ nord, 4° 29′ 36″ est                            | « PA00112235 »                                              | Classé                                                      | 1941                                                        | Église Saint-Germain-d'Auxerre                              |
| Maison des Templiers de Coulmier-le-Sec                 | Coulmier-le-Sec                                                                                  | Le Village                                                  | à géolocaliser                                              | « PA00112236 »                                              | Classé                                                      | 1945                                                        | Maison des Templiers de Coulmier-le-Sec                     |
| Menhir de la Grande Borne                               | Coulmier-le-Sec                                                                                  |                                                             | 47° 43′ 22″ nord, 4° 30′ 11″ est                            | « PA00112237 »                                              | Classé                                                      | 1889                                                        | Menhir de la Grande Borne                                   |
| Commanderie d'Épailly                                   | Courban                                                                                          |                                                             | 47° 55′ 50″ nord, 4° 43′ 03″ est                            | « PA00112238 »                                              | Inscrit Classé                                              | 2010                                                        | Commanderie d'Épailly                                       |
| Chapelle Saint-Georges de Courban                       | Courban                                                                                          |                                                             | 47° 55′ 50″ nord, 4° 43′ 03″ est                            | « IA00140771 »                                              | Inscrit                                                     | 1925                                                        | Chapelle Saint-Georges de Courban                           |
| Château de Duesme                                       | Duesme                                                                                           |                                                             | 47° 38′ 32″ nord, 4° 41′ 06″ est                            | « PA21000035 »                                              | Inscrit                                                     | 2006                                                        | Château de Duesme                                           |
| Château d'Essarois                                      | Essarois                                                                                         | Rue Saint-Médard                                            | 47° 45′ 16″ nord, 4° 47′ 04″ est                            | « PA00112446 »                                              | Inscrit                                                     | 1947                                                        | Château d'Essarois                                          |
| Ferme de la Pothière                                    | Étalante                                                                                         |                                                             | 47° 38′ 21″ nord, 4° 43′ 27″ est                            | « PA00112447 »                                              | Inscrit                                                     | 1988                                                        | Ferme de la Pothière                                        |
| Chapelle-lavoir                                         | Fontaines-en-Duesmois                                                                            | Rue aux Serains                                             | 47° 38′ 57″ nord, 4° 32′ 36″ est                            | « PA00112463 »                                              | Inscrit                                                     | 1950                                                        | Chapelle-lavoir                                             |
| Église Saint-Germain-d'Auxerre                          | Fontaines-en-Duesmois                                                                            | Rue de l'Église                                             | 47° 38′ 57″ nord, 4° 32′ 43″ est                            | « PA00112464 »                                              | Inscrit                                                     | 1927 2006                                                   | Église Saint-Germain-d'Auxerre                              |
| Grange cistercienne d'Esmorots                          | Fontaines-en-Duesmois                                                                            | Place du Tilleul Emorots                                    | 47° 38′ 41″ nord, 4° 31′ 02″ est                            | « PA21000052 »                                              | Inscrit                                                     | 2009                                                        | Grange cistercienne d'Esmorots                              |
| Église Saint-Antoine                                    | Gomméville                                                                                       |                                                             | 47° 57′ 39″ nord, 4° 29′ 31″ est                            | « PA00112766 »                                              | Inscrit                                                     | 1991                                                        | Église Saint-Antoine                                        |
| Église de l'Assomption                                  | Grancey-sur-Ource                                                                                |                                                             | 48° 00′ 31″ nord, 4° 35′ 19″ est                            | « PA00112759 »                                              | Classé                                                      | 19 mai 1994                                                 | Église de l'Assomption                                      |
| Église de la Nativité de Notre-Dame                     | Gurgy-le-Château                                                                                 | Rue de l'Église                                             | 47° 49′ 34″ nord, 4° 55′ 38″ est                            | « PA00112490 »                                              | Classé                                                      | 1911                                                        | Église de la Nativité de Notre-Dame                         |
| Château de Jours-lès-Baigneux                           | Jours-lès-Baigneux                                                                               | Derrière le Château                                         | 47° 37′ 51″ nord, 4° 35′ 50″ est                            | « PA00112497 »                                              | Classé                                                      | 1964                                                        | Château de Jours-lès-Baigneux                               |
| Église de l'Assomption de La Chaume                     | La Chaume                                                                                        | Centre-ville                                                | 47° 52′ 47″ nord, 4° 50′ 24″ est                            | « PA00112209 »                                              | inscrit                                                     | 1950                                                        | Église de l'Assomption de La Chaume                         |
| Café des Chiens Blancs                                  | Laignes                                                                                          | Place Victor Gat                                            | 47° 50′ 35″ nord, 4° 21′ 51″ est                            | « PA00135222 »                                              | Inscrit                                                     | 1995                                                        | Café des Chiens Blancs                                      |
| Église Saint-Didier                                     | Laignes                                                                                          | Rue Saint-Pierre                                            | 47° 50′ 30″ nord, 4° 21′ 57″ est                            | « PA00112501 »                                              | Classé                                                      | 1930                                                        | Église Saint-Didier                                         |
| Château de Larrey                                       | Larrey                                                                                           | Rue du Château                                              | 47° 53′ 10″ nord, 4° 26′ 16″ est                            | « PA00112506 »                                              | Inscrit                                                     | 1972                                                        | Château de Larrey                                           |
| Chartreuse de Lugny (Ferme de la Corroirie et chapelle) | Leuglay                                                                                          |                                                             | 47° 47′ 58″ nord, 4° 49′ 45″ est                            | « PA00112511 »                                              | Inscrit                                                     | 1925 1999                                                   | Chartreuse de Lugny(Ferme de la Corroirie et chapelle)      |
| Bornes de la forêt de Châtillon                         | Maisey-le-Duc (également sur Buncey, Nod-sur-Seine, Saint-Germain-le-Rocheux et Villiers-le-Duc) | AE 127                                                      | à géolocaliser                                              | « PA21000063 »                                              | Inscrit                                                     | 27 novembre 2012                                            | Image manquante Téléverser                                  |
| Église Saint-Vorles                                     | Marcenay                                                                                         |                                                             | 47° 51′ 47″ nord, 4° 24′ 19″ est                            | « PA00112520 »                                              | Inscrit                                                     | 1925                                                        | Église Saint-Vorles                                         |
| Maison de Vayvrand                                      | Menesble                                                                                         | Ruelle du Puits                                             | 47° 46′ 23″ nord, 4° 53′ 48″ est                            | « PA21000009 »                                              | Inscrit                                                     | 1997                                                        | Image manquante Téléverser                                  |
| Château de Minot                                        | Minot                                                                                            | Rue Haute                                                   | 47° 39′ 53″ nord, 4° 52′ 16″ est                            | « PA00112786 »                                              | Inscrit                                                     | 1992                                                        | Château de Minot                                            |
| Église Saint-Pierre                                     | Minot                                                                                            | Rue de l'Église                                             | 47° 40′ 04″ nord, 4° 52′ 36″ est                            | « PA00112542 »                                              | Classé                                                      | 1941                                                        | Église Saint-Pierre                                         |
| Église Saint-Léger                                      | Moitron                                                                                          | Rue de l'Église                                             | 47° 40′ 40″ nord, 4° 49′ 13″ est                            | « PA00112760 »                                              | Inscrit                                                     | 1991                                                        | Église Saint-Léger                                          |
| Abbaye de Molesme                                       | Molesme                                                                                          |                                                             | 47° 56′ 03″ nord, 4° 21′ 25″ est                            | « PA00112545 »                                              | Inscrit                                                     | 1971 1985                                                   | Abbaye de Molesme                                           |
| Église Sainte-Croix                                     | Molesme                                                                                          | Rue Saint-Robert                                            | 47° 56′ 02″ nord, 4° 21′ 31″ est                            | « PA00112546 »                                              | Inscrit                                                     | 1987                                                        | Église Sainte-Croix                                         |
| Château de Montigny-sur-Aube                            | Montigny-sur-Aube                                                                                |                                                             | 47° 57′ 10″ nord, 4° 46′ 41″ est                            | « PA00112557 »                                              | Inscrit Classé Inscrit                                      | 1961 1961 2011                                              | Château de Montigny-sur-Aube                                |
| Ponts de l'Abattoir                                     | Montigny-sur-Aube                                                                                | Rue des Ponts                                               | 47° 57′ 18″ nord, 4° 46′ 59″ est                            | « PA00112558 »                                              | Classé                                                      | 1962                                                        | Ponts de l'Abattoir                                         |
| Château de Montmoyen                                    | Montmoyen                                                                                        | Rue de la Roche                                             | 47° 44′ 01″ nord, 4° 47′ 40″ est                            | « PA00112753 »                                              | Inscrit                                                     | 1990                                                        | Château de Montmoyen                                        |
| Église Saint-Pierre-Saint-Paul                          | Nicey                                                                                            |                                                             | 47° 51′ 45″ nord, 4° 18′ 58″ est                            | « PA00112568 »                                              | Classé                                                      | 1914                                                        | Église Saint-Pierre-Saint-Paul                              |
| Chapelle Sainte-Catherine                               | Nod-sur-Seine                                                                                    |                                                             | à géolocaliser                                              | « IA00096116 »                                              | Classé                                                      | 1938                                                        | Chapelle Sainte-Catherine                                   |
| Bornes de la forêt de Châtillon                         | Nod-sur-Seine (également sur Buncey, Maisey-le-Duc, Saint-Germain-le-Rocheux et Villiers-le-Duc) | Parcelles J72, J134 et J135                                 | à géolocaliser                                              | « PA21000063 »                                              | Inscrit                                                     | 27 novembre 2012                                            | Image manquante Téléverser                                  |
| Église Saint-Pierre                                     | Noiron-sur-Seine                                                                                 | Rue des Crots                                               | 47° 56′ 51″ nord, 4° 29′ 03″ est                            | « PA00112570 »                                              | Classé                                                      | 1965                                                        | Église Saint-Pierre                                         |
| Abbaye Notre-Dame                                       | Oigny                                                                                            |                                                             | 47° 34′ 11″ nord, 4° 42′ 24″ est                            | « PA00112578 »                                              | Inscrit                                                     | 1990                                                        | Abbaye Notre-Dame                                           |
| Église Saint-Germain-d'Auxerre                          | Poinçon-lès-Larrey                                                                               |                                                             | 47° 52′ 59″ nord, 4° 26′ 34″ est                            | « PA00112586 »                                              | Inscrit                                                     | 1925                                                        | Église Saint-Germain-d'Auxerre                              |
| Croix de Laperrière                                     | Poiseul-la-Ville-et-Laperrière                                                                   | Route de Dijon Rue du Bouchot                               | 47° 34′ 35″ nord, 4° 40′ 51″ est                            | « PA00112587 »                                              | Inscrit                                                     | 1928                                                        | Croix de Laperrière                                         |
| Église Saint-Victor                                     | Poiseul-la-Ville-et-Laperrière                                                                   | Rue de la Grouvotte                                         | 47° 33′ 49″ nord, 4° 40′ 12″ est                            | « PA00112588 »                                              | Inscrit                                                     | 1947                                                        | Église Saint-Victor                                         |
| Maison du XIIIe siècle de Laperrière                    | Poiseul-la-Ville-et-Laperrière                                                                   | 8 route de Dijon                                            | 47° 34′ 34″ nord, 4° 40′ 51″ est                            | « PA00112589 »                                              | Inscrit                                                     | 1928                                                        | Maison du XIIIe siècle de Laperrière                        |
| Église Saint-Laurent                                    | Prusly-sur-Ource                                                                                 | Rue de l'Église                                             | 47° 52′ 16″ nord, 4° 39′ 46″ est                            | « PA00112600 »                                              | Inscrit                                                     | 1927                                                        | Église Saint-Laurent                                        |
| Château de Puits                                        | Puits                                                                                            | Rue du Porche                                               | 47° 44′ 00″ nord, 4° 27′ 36″ est                            | « PA00112601 »                                              | Inscrit                                                     | 1941 1971                                                   | Château de Puits                                            |
| Château de Quemigny-sur-Seine                           | Quemigny-sur-Seine                                                                               | Rue Basse                                                   | 47° 39′ 45″ nord, 4° 40′ 09″ est                            | « PA00112603 »                                              | Inscrit                                                     | 1975                                                        | Château de Quemigny-sur-Seine                               |
| Grange de Beaumont                                      | Riel-les-Eaux                                                                                    | Beaumont                                                    | 48° 01′ 24″ nord, 4° 41′ 57″ est                            | « PA00112774 »                                              | Inscrit                                                     | 1991                                                        | Grange de Beaumont                                          |
| Château-fort de Rochefort-sur-Brévon                    | Rochefort-sur-Brévon                                                                             |                                                             | 47° 44′ 37″ nord, 4° 42′ 11″ est                            | « IA00054237 »                                              | Inscrit                                                     | 1942                                                        | Château-fort de Rochefort-sur-Brévon                        |
| Château de Rochefort-sur-Brévon                         | Rochefort-sur-Brévon                                                                             |                                                             | 47° 44′ 39″ nord, 4° 41′ 57″ est                            | « PA00112608 »                                              | Inscrit                                                     | 1982                                                        | Château de Rochefort-sur-Brévon                             |
| Église de la Nativité                                   | Rochefort-sur-Brévon                                                                             | Rue de l'Église                                             | 47° 44′ 33″ nord, 4° 42′ 13″ est                            | « PA21000022 »                                              | Inscrit                                                     | 2001                                                        | Église de la Nativité                                       |
| Forges d'amont et d'aval                                | Rochefort-sur-Brévon                                                                             | Rue des Forges                                              | 47° 44′ 32″ nord, 4° 41′ 55″ est                            | « PA00132542 »                                              | Inscrit                                                     | 1994                                                        | Forges d'amont et d'aval                                    |
| Église Saint-Germain                                    | Saint-Germain-le-Rocheux                                                                         | Rue du Chapitre                                             | 47° 45′ 04″ nord, 4° 40′ 06″ est                            | « PA00112625 »                                              | Inscrit                                                     | 1947                                                        | Église Saint-Germain                                        |
| Table de pierre                                         | Saint-Germain-le-Rocheux                                                                         | Rue du Chapitre                                             | 47° 45′ 04″ nord, 4° 40′ 06″ est                            | « PA00112626 »                                              | Inscrit                                                     | 1944                                                        | Table de pierre                                             |
| Bornes de la forêt de Châtillon                         | Saint-Germain-le-Rocheux (également sur Buncey, Maisey-le-Duc, Nod-sur-Seine et Villiers-le-Duc) | B68                                                         | à géolocaliser                                              | « PA21000063 »                                              | Inscrit                                                     | 27 novembre 2012                                            | Image manquante Téléverser                                  |
| Église Saint-Martin                                     | Savoisy                                                                                          | Rue de l'Église                                             | 47° 43′ 51″ nord, 4° 24′ 54″ est                            | « PA00112661 »                                              | Inscrit                                                     | 1926                                                        | Église Saint-Martin                                         |
| Croix percée                                            | Semond                                                                                           |                                                             | 47° 42′ 24″ nord, 4° 34′ 17″ est                            | « PA00112665 »                                              | Inscrit                                                     | 1925                                                        | Croix percée                                                |
| Croix de Châtellenot                                    | Terrefondrée                                                                                     | RD 996                                                      | 47° 43′ 07″ nord, 4° 48′ 52″ est                            | « PA00112691 »                                              | Classé                                                      | 1924                                                        | Croix de Châtellenot                                        |
| Église Notre-Dame                                       | Terrefondrée                                                                                     |                                                             | 47° 43′ 51″ nord, 4° 51′ 50″ est                            | « PA00112692 »                                              | Classé                                                      | 1926                                                        | Église Notre-Dame                                           |
| Chapelle Saint-Phal                                     | Vanvey                                                                                           |                                                             | 47° 49′ 28″ nord, 4° 43′ 05″ est                            | « PA00112708 »                                              | Classé Inscrit                                              | 1965 1990                                                   | Chapelle Saint-Phal                                         |
| Église Notre-Dame-de-l'Assomption                       | Vanvey                                                                                           | Rue des Ponts                                               | 47° 50′ 02″ nord, 4° 42′ 31″ est                            | « PA00112709 »                                              | Inscrit                                                     | 1976                                                        | Église Notre-Dame-de-l'Assomption                           |
| Lavoir de Vanvey                                        | Vanvey                                                                                           |                                                             | 47° 50′ 06″ nord, 4° 42′ 32″ est                            | « PA00112710 »                                              | Inscrit                                                     | 1976                                                        | Lavoir de Vanvey                                            |
| Oppidum de Vertillum                                    | Vertault                                                                                         | En Laignes                                                  | 47° 55′ 08″ nord, 4° 20′ 55″ est                            | « PA00112716 »                                              | Classé                                                      | 1875                                                        | Oppidum de Vertillum                                        |
| Chapelle du presbytère                                  | Villaines-en-Duesmois                                                                            | Vaugimois                                                   | 47° 41′ 45″ nord, 4° 29′ 28″ est                            | « PA00112722 »                                              | Inscrit                                                     | 1927                                                        | Chapelle du presbytère                                      |
| Château de Villaines-en-Duesmois                        | Villaines-en-Duesmois                                                                            | Rue du Vieux Château                                        | 47° 40′ 49″ nord, 4° 31′ 46″ est                            | « PA00112723 »                                              | Inscrit                                                     | 1970                                                        | Château de Villaines-en-Duesmois                            |
| Abbaye du Val des Choues                                | Villiers-le-Duc                                                                                  |                                                             | 47° 46′ 17″ nord, 4° 45′ 14″ est                            | « PA00112784 »                                              | Inscrit                                                     | 1992                                                        | Abbaye du Val des Choues                                    |
| Château de Villiers-le-Duc                              | Villiers-le-Duc                                                                                  |                                                             | 47° 49′ 16″ nord, 4° 42′ 26″ est                            | « PA21000010 »                                              | Inscrit                                                     | 1997                                                        | Château de Villiers-le-Duc                                  |
| Église Saint-Jean-Baptiste                              | Villiers-le-Duc                                                                                  |                                                             | 47° 49′ 16″ nord, 4° 42′ 24″ est                            | « PA00112729 »                                              | Inscrit Classé                                              | 1988 1995                                                   | Église Saint-Jean-Baptiste                                  |
| Bornes de la forêt de Châtillon                         | Villiers-le-Duc (également sur Buncey, Maisey-le-Duc, Nod-sur-Seine et Saint-Germain-le-Rocheux) | Situées sur 19 parcelles                                    | à géolocaliser                                              | « PA21000063 »                                              | Inscrit                                                     | 27 novembre 2012                                            | Image manquante Téléverser                                  |
| Église Saint-Marcel                                     | Vix                                                                                              |                                                             | 47° 54′ 14″ nord, 4° 31′ 52″ est                            | « PA00112741 »                                              | Classé                                                      | 1914                                                        | Église Saint-Marcel                                         |
| Tombe de Vix                                            | Vix                                                                                              |                                                             | 47° 54′ 23″ nord, 4° 31′ 58″ est                            | « PA21000043 »                                              | Inscrit Classé                                              | 2006 2011                                                   | Tombe de Vix                                                |
| Église de la Nativité                                   | Voulaines-les-Templiers                                                                          | Place Jean Moisy                                            | 47° 49′ 08″ nord, 4° 46′ 42″ est                            | « PA00112761 »                                              | Inscrit                                                     | 1991                                                        | Église de la Nativité                                       |
| Château de Mauvilly                                     | Mauvilly                                                                                         | rue du château                                              | 47° 25′ 20″ nord, 4° 24′ 51″ est                            | « PA21000098 »                                              | Inscrit                                                     | 2019                                                        | Château de Mauvilly                                         |